# 폴조제 음포쿠
폴조제 음포쿠 에분기(프랑스어: Paul-José M'Poku Ebunge, 1992년 4월 19일 ~ )는 콩고 민주 공화국의 축구 선수로 현재 리가 I의 UTA 아라드에서 공격수로 활동 중이며 잉글랜드 프리미어리그의 루턴 타운에서 임대 선수로 활약하고 있는 알베르 삼비 로콩가의 형으로도 알려져있다.

## 구단 경력

### 토트넘 홋스퍼
자이르 킨샤사에서 태어난 음포쿠는 어린 시절 벨기에로 이주했다. 2008년 6월, 토트넘 홋스퍼에 입단하기 전까지 벨기에의 스탕다르 리에주에서 뛰었고 2009년 4월 24일, 첫 프로 계약을 체결했다.
2010년 2월 26일, 볼턴 원더러스와의 FA컵 재경기에 출전하면서 프리미어리그의 토트넘 홋스퍼를 대표하여 득점왕을 차지했다.

#### 레이턴 오리엔트로의 임대
2010년 9월 24일, 음포쿠는 10월 23일까지 한 달간 레이턴 오리엔트로 임대 이적했다.

### 스탕다르 리에주
토트넘 홋스퍼에서 1군 무대를 밟지 못한 그는 2011년 7월, 공개되지 않은 이적료로 스탕다르 리에주로 다시 이적하여 4년 계약을 체결했다.
음포쿠는 2011-12년 시즌이 시작될 때까지 1군에서 제외되었고, 2011년 8월 28일, 베이르스홋과의 경기에서 1-1 무승부를 기록하며 미사용 교체 선수로 1군에 데뷔했다. 그 후 음포쿠는 스탕다르 리에주 데뷔 전을 치렀고, 2011년 11월 6일, 클뤼프 브뤼허와의 경기에서 막판에 제프리 무장기 비아와 교체 투입되어 2-1로 승리했다. 스탕다르 리에주에서의 첫 시즌에 음포쿠는 조제 리가 감독의 지휘 아래 1군 경기에 덜 출전하여 8경기에 출전했다.
2012-13년 시즌에는 미르체아 레드니크의 새로운 감독 아래 음포쿠가 클럽에서 더 많은 시간을 보낼 수 있게 되었다. 음포쿠는 2012년 11월 23일, 리르서와의 경기에서 첫 골을 넣으며 3-0으로 승리했다.

### 알와흐다
2020년 1월 21일, 알와흐다는 스탕다르 리에주에서 음포쿠를 영입했다.

### 인천 유나이티드
2022년 12월 12일, 음포쿠는 대한민국 K리그1의 인천 유나이티드 FC에 입단하였다.

## 국가대표팀 경력
음포쿠는 벨기에 U-15, U-16, U-17, U-18, U-19, 그리고 U-21과 같은 청소년 국가대표였다.
2015년 2월 19일, 음포쿠는 벨기에 국가대표팀의 감시를 받았음에도 불구하고 콩고 민주 공화국에서 뛰기로 한 결정을 발표했다. 음포쿠는 2015년 3월 28일, 이라크와의 친선 경기에서 콩고 민주 공화국 데뷔 전에서 골을 넣었다. 2017년 1월, 음포쿠는 가봉에서 열린 2017년 아프리카 네이션스컵에 참가할 콩고 민주 공화국의 최종 선수단에 선발되었다.

## 사생활
안데를레흐트의 이적과 관련이 있지만, 음포쿠는 자신의 트위터 계정을 통해 클럽에 대한 혐오감을 표명했다고 밝혔다.
음포쿠의 동생 알베르 삼비 로콩가도 프로 축구 선수이다.